# Evan Bates
Evan Bates (Ann Arbor, 23 de febrero de 1989) es un deportista estadounidense que compite en patinaje artístico, en la modalidad de danza sobre hielo.
Participó en cuatro Juegos Olímpicos de Invierno, entre los años 2010 y 2022, obteniendo una medalla de oro en Pekín 2022, en la prueba por equipo, y el octavo lugar en Sochi 2014, en danza sobre hielo.
Ganó seis medallas en el Campeonato Mundial de Patinaje Artístico sobre Hielo entre los años 2015 y 2025, y ocho medallas en el Campeonato de los Cuatro Continentes de Patinaje Artístico sobre Hielo entre los años 2013 y 2025.

## Palmarés internacional
| Juegos Olímpicos                     | Juegos Olímpicos                  | Juegos Olímpicos  | Juegos Olímpicos  |
| Año                                  | Lugar                             | Medalla           | Prueba            |
| ------------------------------------ | --------------------------------- | ----------------- | ----------------- |
| 2022                                 | Pekín (China)                     | Medalla de oro    | Equipo            |
| Campeonato Mundial                   |                                   |                   |                   |
| Año                                  | Lugar                             | Medalla           | Categoría         |
| 2015                                 | Shanghái (China)                  | Medalla de plata  | Danza sobre hielo |
| 2016                                 | Boston (Estados Unidos)           | Medalla de bronce | Danza sobre hielo |
| 2022                                 | Montpellier (Francia)             | Medalla de bronce | Danza sobre hielo |
| 2023                                 | Saitama (Japón)                   | Medalla de oro    | Danza sobre hielo |
| 2024                                 | Montreal (Canadá)                 | Medalla de oro    | Danza sobre hielo |
| 2025                                 | Boston (Estados Unidos)           | Medalla de oro    | Danza sobre hielo |
| Campeonato de los Cuatro Continentes |                                   |                   |                   |
| Año                                  | Lugar                             | Medalla           | Categoría         |
| 2013                                 | Osaka (Japón)                     | Medalla de bronce | Danza sobre hielo |
| 2015                                 | Seúl (Corea del Sur)              | Medalla de plata  | Danza sobre hielo |
| 2016                                 | Taipéi (Taiwán)                   | Medalla de plata  | Danza sobre hielo |
| 2017                                 | Gangneung (Corea del Sur)         | Medalla de bronce | Danza sobre hielo |
| 2019                                 | Anaheim (Estados Unidos)          | Medalla de oro    | Danza sobre hielo |
| 2020                                 | Seúl (Corea del Sur)              | Medalla de oro    | Danza sobre hielo |
| 2023                                 | Colorado Springs (Estados Unidos) | Medalla de oro    | Danza sobre hielo |
| 2025                                 | Seúl (Corea del Sur)              | Medalla de plata  | Danza sobre hielo |